# Dan Hentschel
 (janvier 2025).
 (juillet 2025).
Daniel George Hentschel, né le 4 juin 1996 est un humoriste Américain et créateur de contenu satirique, connu pour créer des caricatures de lui même et de personnages originaux. À travers ses coups médiatiques viraux, Hentschel a régulièrement piégé des médias et les spectateurs de son contenu en leur faisant croire à des histoires parodiques et à des conseils fictifs.

## Biographie
Hentschel a grandi à Baltimore, dans le Maryland. Il a fréquenté l'École John Carroll (en). Il a remporté le premier prix d'un festival du film local organisé par le lycée de Baltimore. Il a obtenu une spécialisation en écriture dramatique au Savannah College of Art and Design en Géorgie.
Hentschel a commencé à travailler en tant qu'humoriste en 2017 pendant ses études à l'université d'art privée Savannah College of Art and Design, se produisant dans deux spectacles de talents et devenant le vice-président du club de comédie de stand-up de l'université.

## Controverses
Le 5 janvier 2025, l'une des vidéos satiriques publiées par Hentschel sur les réseaux sociaux a suscité des inquiétudes parmi l'administration et les élèves de l'École John Carroll (en). Le service de Police de Bel Air (en) a alors ouvert une enquête sur le créateur du contenu, avec la possibilité d'engager des poursuites pénales à son encontre.